# 美国心理治疗期刊
美国心理治疗期刊（英語：American Journal of Psychotherapy）是心理疗法促进会的官方期刊，始发于1939年，每年出四期。其主编为拜拉姆·卡拉苏。